# 蘇定東
蘇定東（1960年—）是中華民國外交部的日文口譯，自李登輝政府時代開始，歷經陳水扁政府、馬英九政府、蔡英文政府時代，口譯經歷超過20年。他認為從事翻譯的自己就像布袋戲角色藏鏡人一樣，是「只聞其聲，不見其人」的工作。

## 生平
蘇定東出身高雄市，在受過日本教育的母親的耳濡目染下接觸日文，大學聯考放榜後考上中國文化大學，就學期間接過翻譯、日文教學等各種與日文有關的工作，並到日本筑波大學攻讀碩士，返台後在國立故宮博物院從事口譯工作，也在中國廣播公司海外廣播部和中央廣播電台擔任過日語廣播編導，合計11年經驗。1998年，蘇定東進入外交部公眾外交協調會，李登輝、陳水扁、馬英九和蔡英文四任中華民國總統的就職演說都是由他負責日文口譯。他認為李登輝的日語很好，陳水扁的反應迅速、喜歡脫稿演出，馬英九的中文底子深厚、喜歡介紹台灣風土民情，蔡英文的話不多、但意志堅強。
當日本政要來訪並拜會總統或舉辦會談時，也多可見到蘇定東的身影。蘇定東還曾即時口譯陳水扁講的台語俗諺和謝東閔一時性起背起的《禮運·大同》篇。除了外交部的工作，蘇定東還在中國文化大學推廣教育部擔任日文口筆譯教師，他也出版專書分享自己的日語口譯經驗。
蘇定東認為，口譯不是當鸚鵡，而是必須「得意忘形」，不拘泥於語句的外形，體察說話者的真意，要把對方的語意、語氣、思維和弦外之音在最短的時間內用最接近的詞彙翻譯出來；除了需要精通中文和外語，還要有豐富的文化涵養和常識，培養傾聽和理解的能力；如果遇到談判場合，也需了解國際法、海洋法等專業領域的內容。儘管壓力很大，但蘇定東把這樣的壓力當作讓激發自己潛能的楔子。